# フランス軍事顧問団 (1867-1868)

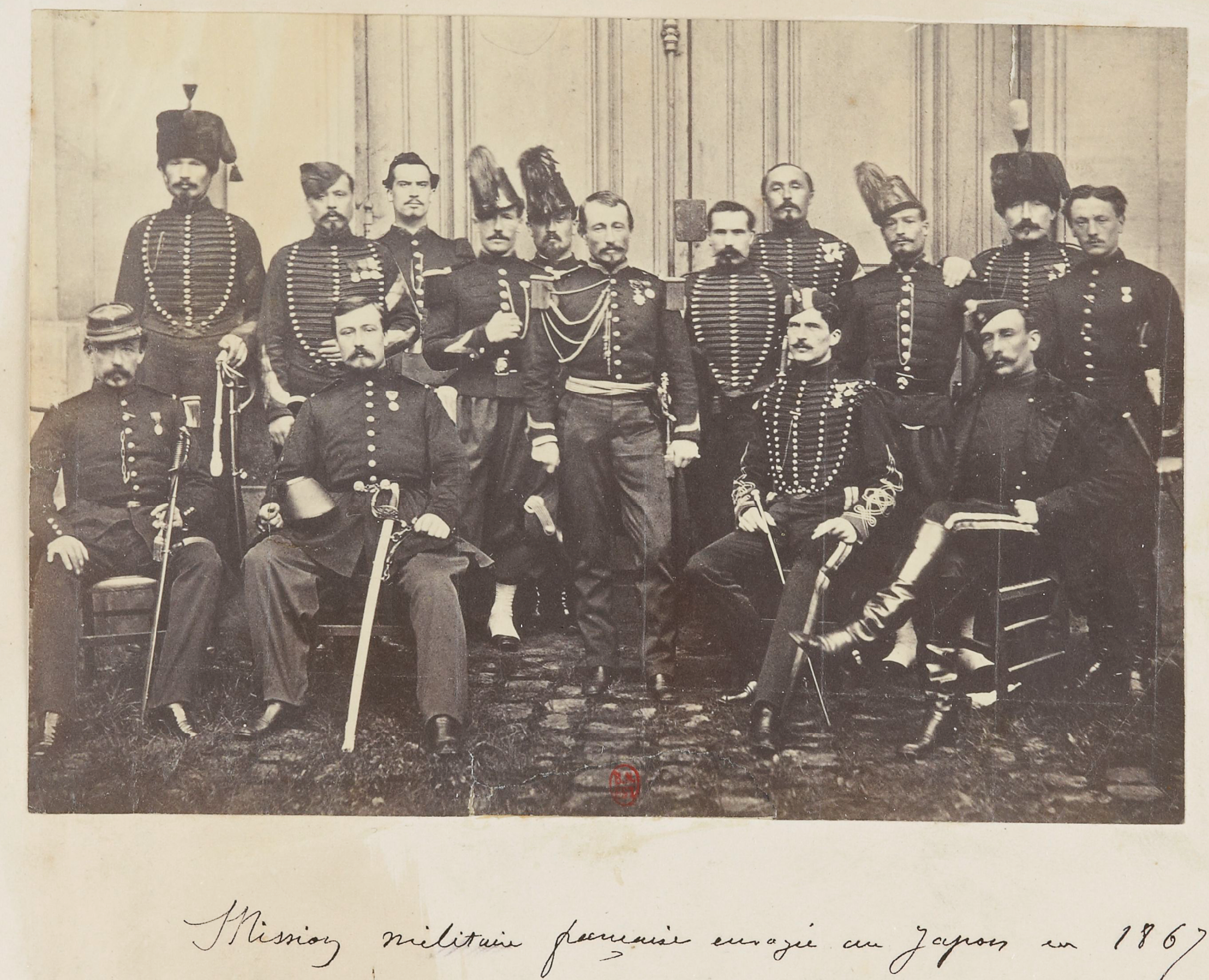
1866年、日本への出発前の顧問団。中央が団長のシャルル・シャノワーヌ、 前列右から2番目がジュール・ブリュネ。

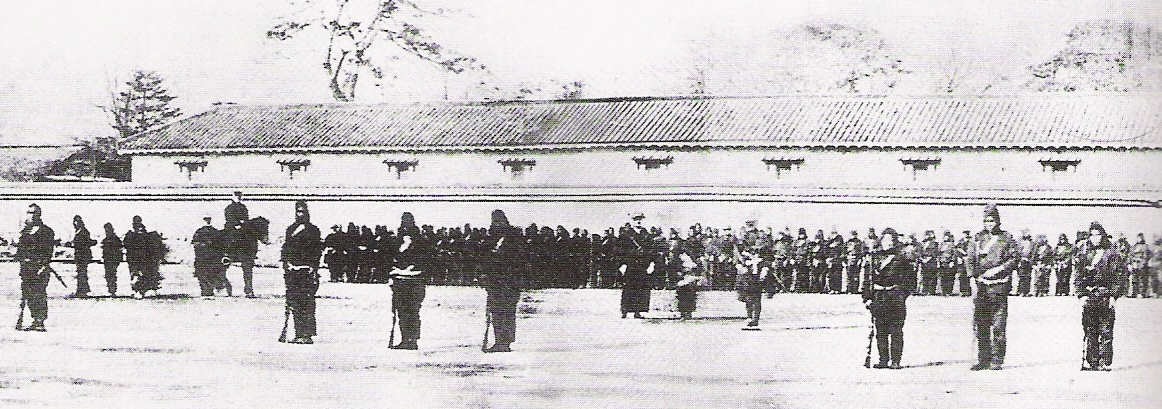
幕府歩兵の調練風景（1867年、大坂城内）

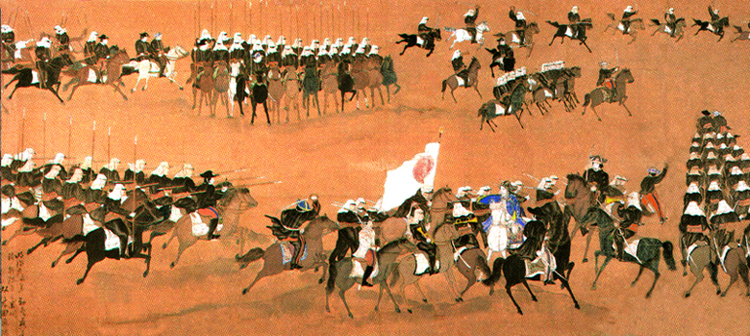
幕府のフランス式騎兵

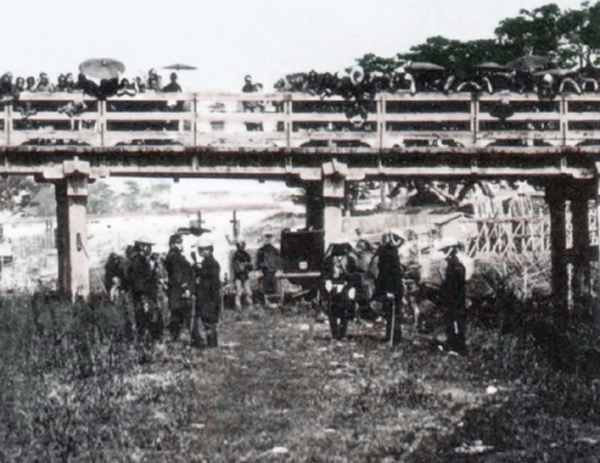
顧問団による訓練風景

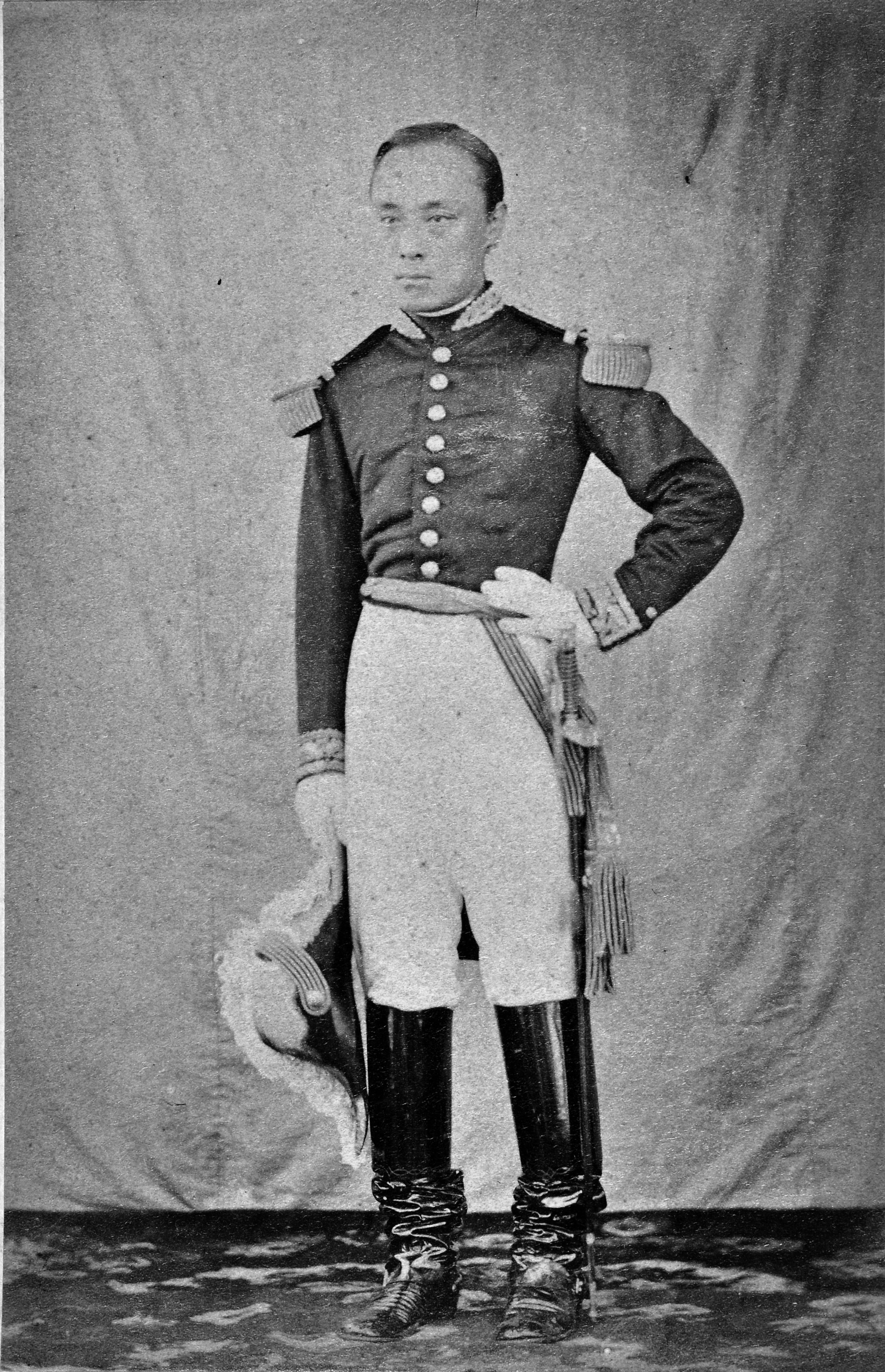
フランスの軍服を身に着けた徳川慶喜、1867年頃

第一次フランス軍事顧問団（1867-1868年）は、西洋式陸軍の訓練のためにフランスが日本に派遣した、最初の顧問団である。顧問団の一部は明治政府成立後も幕府側に加担し、戊辰戦争に参加した。

## 背景
黒船来航後の安政元年（1854年）、老中の阿部正弘による改革で軍制改正掛が置かれ、幕府は軍の近代化に手をつけた。井伊直弼が大老に就任すると西洋式軍備の導入は一時停滞したが、文久2年（1860年）に幕府の軍制改革がおこなわれ、対外防衛と国内体制維持を目的として幕府陸軍が創設された。しかし、幕府海軍が安政2年（1855年）7月に設立された長崎海軍伝習所でオランダ海軍軍人から直接指導を受けていたのに対し、陸軍は西洋式装備は導入したもののオランダ陸軍の操典類の翻訳に基づく訓練に留まっていた。
慶応元年（1865年）閏5月、外国奉行柴田剛中がフランス・イギリスに派遣された。薩摩藩との関係を強めつつあったイギリスとの交渉には成功しなかったが、7月にフランスに入った柴田らはフランスと横須賀造船所建設と軍事教練に関する交渉を行った。顧問団派遣はナポレオン3世の承認を受け、外務大臣エドゥアール・ドルアン・ド・リュイスがフランス政府の同意を伝えた。
顧問団一行は1866年11月19日にマルセイユを出航、慶応2年12月8日（1867年1月12日）に横浜に到着し、駐日フランス公使レオン・ロッシュとフランス東インド艦隊司令官ピエール＝ギュスターヴ・ローズ提督の歓迎を受けた。

## 構成
陸軍大臣ジャック・ルイ・ランドンの権限で選ばれた顧問団は、各分野の専門家からなる士官6人、下士官兵9人の15人で、団長のシャルル・シャノワーヌ参謀大尉が率いた。後に4人が追加派遣され、総勢19名となった。

### 顧問団団長
- シャルル・シャノワーヌ大尉

### 士官
- ジュール・ブリュネ大尉、近衛砲兵連隊、砲兵教育担当。
- アルベール・シャルル・デュ・ブスケ中尉、第31歩兵連隊、歩兵教育担当。
- エドゥアルド・メスロー (Édouard Messelot) 中尉、第20猟騎兵大隊、歩兵教育担当。
- オーギュスタン・デシャルム中尉、皇后竜騎兵連隊、騎兵教育担当。
- クロード・ガブリエル・ルイ・ジョルダン (Claude Gabriel Lowis Jourdan) 大尉、第一工兵連隊。
- フーリエ・ダンクール (Fourier d'Hincourt) 中尉、アフリカ第1猟歩兵隊。

### 下士官兵
- ジャン・マルラン軍曹、第8猟騎兵大隊、歩兵教育担当。
- フランソワ・ブッフィエ軍曹、20猟騎兵大隊、歩兵教育担当。
- アンリ・イグレック (Henry Ygrec) 軍曹第31歩兵連隊、歩兵教育担当。
- エミール・ペイルセル (Emile Peyrussel) 軍曹、騎兵教育担当。
- アルテュール・フォルタン軍曹、近衛砲兵連隊、砲兵教育担当。
- ルイ・グティッグ (Louis Gutthig)、近衛猟兵連隊ラッパ手。
- シャルル・ボネ (Charles Bonnet)、第二級装甲主任。
- バルテルミー・イザール (Barthélémy Izard) 軍曹、近衛砲兵連隊主任技術手。
- フレデリック・バレッテ (Frédéric Valette) 軍曹、木材の専門家。
- アンドレ・カズヌーヴ、伍長、軍馬飼育の専門家。
- ジャン=フェリックス・メルメ (Jean-Félix Mermet)、鉄の専門家。
- シャルル・ミシェル (Charles Michel) 軍曹、第一工兵連隊。

## 訓練
横浜到着翌日の慶応2年12月9日から、軍事顧問団は大田村陣屋（現在の港の見える丘公園付近）で幕府のエリート部隊である伝習隊に対し、砲兵・騎兵・歩兵の三兵の軍事教練を開始した。伝習隊は最新の装備は有していたものの、陸軍所（旧講武所）から公募で集まった旗本らの士分はともかく、兵士は博徒・やくざ・雲助・馬丁・火消など江戸の無頼の徒を徴募して編成されていた（当初は旗本領地の農民から募集する予定だったが、上手くいかなかった）。しばらく訓練を行った後の3月にシャノワーヌは建白書を提出しているが、そこには兵士（特に士分）の基礎体力の不足と、馬の取り扱い能力の不足が指摘されている。特に騎兵に関しては優先順位を下げて、歩兵・砲兵へ重点をおくべきと指摘されている。慶応3年3月末にシャノワーヌは大坂に赴き、ロッシュとともに3月27日と28日（1867年5月2日および3日）の二日間、将軍徳川慶喜に謁見した。ここでシャノワーヌは、幕府陸軍の大規模な改革の必要性などについて述べた。これに対し慶喜は、江戸において陸軍総裁松平乗謨から承ること、必要経費は勘定奉行より支給すると回答している。
その後、幕府陸軍は大幅な組織改革を行った。9月には顧問団は横浜から江戸に移り、教練を受ける兵員数も増加した。教練の成果に幕府も満足し、慶応3年9月23日（10月20日）には陸軍奉行の石川総管と浅野氏祐の連名で、シャノワーヌに宛てて感謝状が送られた。
しかしながら、翌10月の大政奉還、慶応4年1月の戊辰戦争勃発により軍事顧問団の継続は不可能となり、訓練期間は1年強に留まった。

## 戊辰戦争
慶応4年（明治元年）1月19日（1868年2月12日）、ロッシュは江戸城で徳川慶喜と会見し、再度の挙兵を促したが拒否された。1月25日（2月18日）には英米蘭伊普にフランスも加わった6ヶ国が、戊辰戦争に対する局外中立を宣言した。このため、軍事顧問団は3月には江戸から横浜へ転居した。さらに明治政府が成立すると、顧問団は勅命によって日本を離れるよう告げられた。しかし、ジュール・ブリュネ大尉と部下のカズヌーヴ伍長はイタリア公使宅で催された芝居の混雑に紛れて脱走、慶応4年8月19日（1868年10月4日）には旧幕府艦隊に合流して仙台に向った。さらに仙台でフォルタン、マルラン、ブッフィエの3人が加わり、彼ら5人は日本に留まり旧幕府を支援することを選んだ。なお、フォルタン、マルラン、ブッフィエ（もしくはイワール）の3人はイタリア人商人、ジャーコモ・ファルファラ（Giacomo Farfara）がチャーターした英国船籍の商船、ガウチョ号で仙台に渡ったことを伝える史料が残されている。
旧幕府軍が箱館を占拠すると、ブリュネは江戸幕府の海軍副総裁であった榎本武揚を総裁とする蝦夷共和国（箱館政権）の創設を支援した。また陸軍奉行の大鳥圭介を補佐し、箱館の防衛を軍事的に支援した。陸軍の歩兵部隊は4個の列士満（レジマン、フランス語で連隊を意味する "régiment" をそのまま当て字にした）から構成され、4人の下士官がそれぞれ指揮をとった。なお、ジャーコモ・ファルファラによれば、ブリュネは1868年12月時点で「天皇政府は近いうちに徳川軍による蝦夷島の占領を許すに相違ない。なぜなら、その地を徳川軍に〔ママ〕争奪する十分な軍事力を有しないから」という楽観的な見通しを語っていたという。
明治2年4月9日（1869年5月20日）、新政府軍は北海道に上陸した。5月11日（6月20日）、五稜郭に立て籠もる箱館政権軍に対して明治新政府軍の総攻撃が開始され、五稜郭は陥落。5月18日（6月27日）、総裁・榎本武揚らは新政府軍に投降する。ブリュネ達フランス人は榎本の勧めに従い、総攻撃前の5月1日（6月10日）に箱館港に停泊中のフランス船に逃れた。
なお、戊辰戦争には、軍事顧問団の脱走者5人に加え、さらに5人のフランス人が函館で榎本軍に参加している。フランス海軍の士官候補生であったアンリ・ポール・イポリット・ド・ニコールとフェリックス・ウージェーヌ・コラッシュの2人は、横浜に停泊中のフランス軍艦から脱走した。さらに、元フランス海軍の水兵で横浜に住んでいたクラトー、元陸軍軍人だったらしいトリポー、横浜在住の商人オーギュスト・ブラディエが加わった。このうち、ニコール、コラッシュ、クラトーの3人は宮古湾海戦に参加し、コラッシュは捕虜になった。このとき幕府側が採った、甲鉄への斬り込みによってこれを奪取するアボルダージュ戦術（フランス語: Abordage、英語: Boarding）は、ニコールの発案であった。

## その後
シャノワーヌはその後も順調に出世して当時のフランス軍最高位である師団将軍に昇進し、1898年9月17日から10月26日まで陸軍大臣となった。デシャルム、ジョルダンも陸軍で将軍となっている。
ブリュネは帰国後、日本政府の抗議により陸軍が設置した形ばかりの調査委員会にかけられた。ブリュネは予備役とされたが、まもなく普仏戦争が勃発したため現役に復帰した。その後も順調に昇進を続けて師団将軍となり、シャノワーヌの大臣在任中は陸軍大臣官房長を勤めた。ブリュネは日本政府から3回叙勲されており、明治28年（1895年）の叙勲では日清戦争に対する功績としてシャノワーヌ、デシャルム、ジョルダンとともに叙勲されている。
デュ・ブスケはフランス公使館の通訳として明治後も日本に残り、その後、兵部省、左院に採用され御雇い外国人となった。日本政府との契約が満期完了した後もフランス領事として日本に留まり、1882年6月18日に東京で死亡した。日本人と結婚し、子孫は日本に帰化してその係累は現在も続いている。
マルラン、フォルタン、ブッフィエの下士官3人は箱館戦争の後はサイゴンに滞在していたが、明治3年（1870年）に兵部省兵学寮の教員として雇われた。マルランは明治5年（1872年）に病死した。明治8年（1870年）、フォルタンとブッフィエは陸軍省によって解雇された。フォルタンはブッフィエから出資を受けて事業を始めたがまもなく行き詰まり、1882年以降の消息はわかっていない。ブッフィエは日本で結婚し、1881年に死亡した。息子はフランス国籍であったため、第一次世界大戦でフランス軍に徴兵され、戦後は横浜に戻った。
カズヌーヴは明治6年（1873年）に再来日し、馬の改良・増産を行えるとして明治政府に売り込んだ。カズヌーヴは宮内省、ついで陸軍省に雇用されたが、明治7年（1874年）に磐城国浪江で病没した。
グッチグは日本人への五線譜の指導の嚆矢となり、その作曲作品は維新後も陸軍軍楽隊を中心に引き継がれ、西洋音楽受容の大きな力となった。